# Delia formosana
Delia formosana är en tvåvingeart som beskrevs av Masayoshi Suwa 1994. Delia formosana ingår i släktet Delia och familjen blomsterflugor.
Artens utbredningsområde är Taiwan. Inga underarter finns listade i Catalogue of Life.